# Chrysotachina erythrostoma
Chrysotachina erythrostoma là một loài ruồi trong họ Tachinidae.